# Gōshō-ji (Utazu)

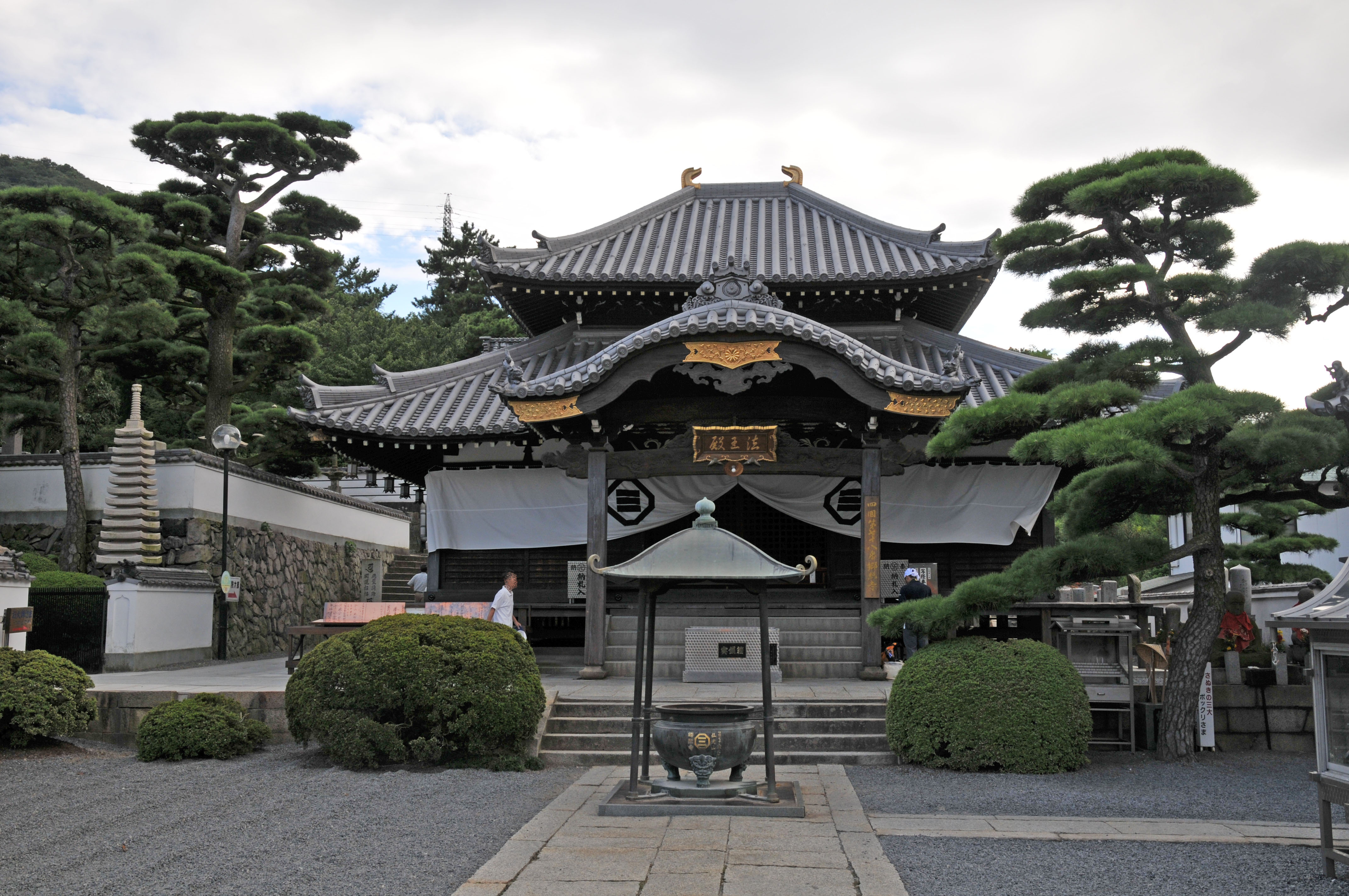
Haupthalle

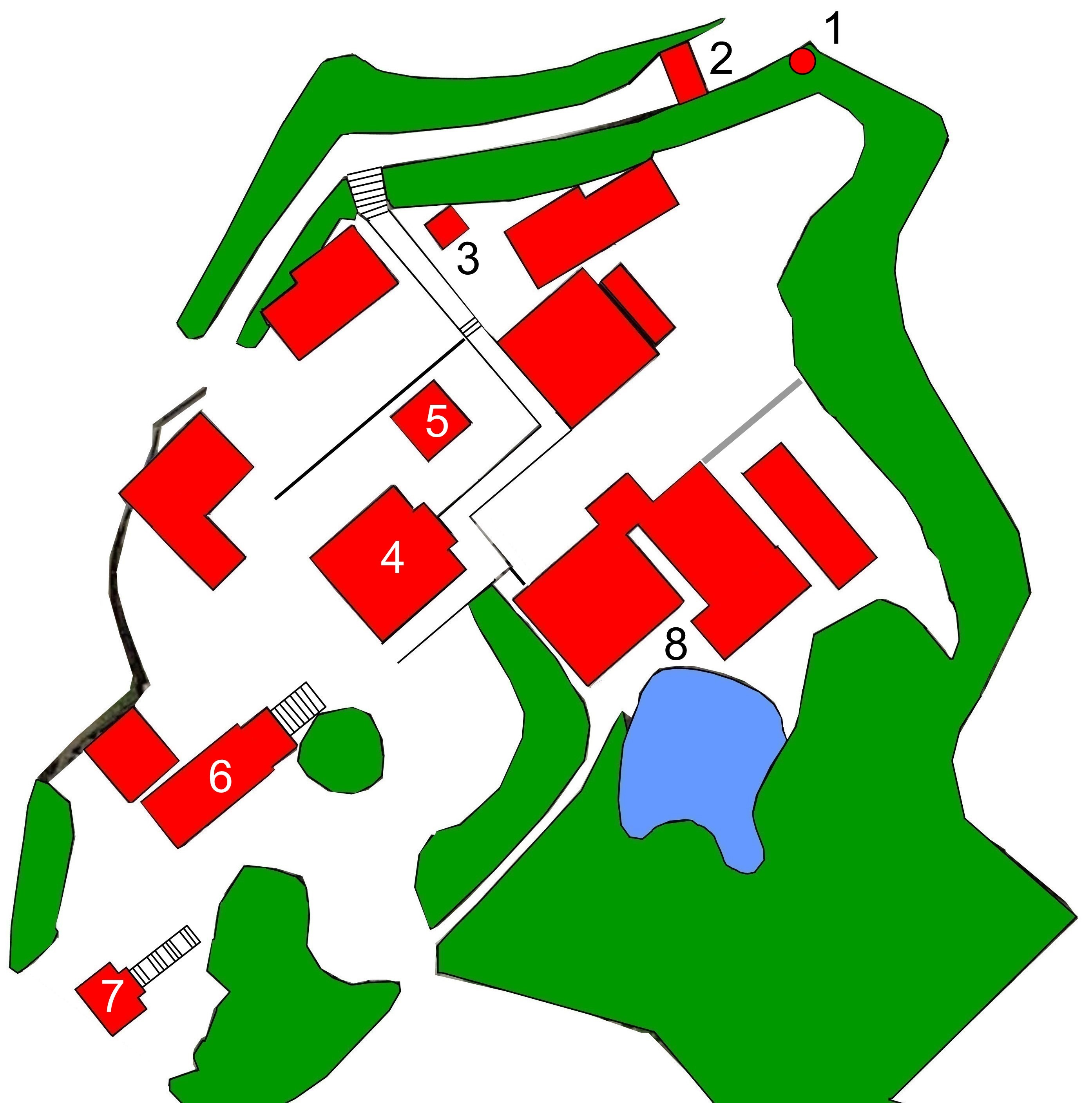
Plan der Anlage (s. Text)

Der Gōshō-ji (japanisch 郷照寺) mit den Go Bukkōzan (仏光山) und Kōtokuin (広徳院) in Utazu (Präfektur Kagawa) ist ein Tempel der Shingon-Richtung des Buddhismus. In der traditionellen Zählung ist er der 78. Tempel des Shikoku-Pilgerwegs.

## Geschichte
Der Tempel wurde im 2. Jahr Jinki, also 725 von Priester Gyōgi unter dem Namen Dōjō-ji (道場寺) errichtet. Er stiftete aus diesem Anlass eine selbstgefertigte, 55 cm große Amida-Buddha-Figur. Im Jahr 807 besuchte Priester Kūkai den Tempel, schuf aus diesem Anlass ein Selbstbildnis aus Holz und bat dabei darum, dass alles Üble verschwinden möge. Diese Figur, die „Das Übel vertreibender Großpriester“ (厄除うたづ大師, Yakuyoke utazu Daishi) genannt wird, wird bis heute von Vielen angebetet.
Während der kriegerischen Auseinandersetzungen im 16. Jahrhundert wurde der Tempel zerstört. Es war dann Matsudaira Yorishige (松平頼重高; 1622–1695), Fürst von Takamatsu, der sich um den Tempel kümmerte, der zu der Zeit seinen heutigen Namen bekam.

## Anlage
Bereits vor dem Tempel kommt man am Daikichi Jizō (大吉地蔵; 1) vorbei, am Heiligen, der den Armen Glück bringen soll. Dann passiert man das schlichte Tempeltor (山門, Sammon; 2) und geht weiter bis zur Treppe links, die zum Tempelgelände führt. Gleich links steht der Glockenturm (鐘楼, Shōrō; 3) auf der rechten Seite sieht man die Haupthalle (本堂, Hondō; 4) und davor rechts den Kōshin-Pavillon (庚申堂, Kōshindō; 5), die dem Kōshi-Glauben gewidmet ist.
Passiert man die Haupthalle an der linken Seite, vorbei an dem Mönchsquartier (8) mit seinem Wandelgarten, gelangt man über eine Treppe und durch einen gedeckten Zugang zur Yakuyoke Daishidō (厄除 大師堂; Yakuyoke Daishidō; 6), zur Halle, in der an den Tempelgründer gedacht wird, hier mit dem Zusatz „Übelvertreiber“. Weiter oben steht die Awashimadō (粟島堂; 7), die den Awashima-Pilgern gewidmet ist. Von dort oben hat man einen schönen Blick über die Seto-Inlandsee.

## Schätze
Zu den Tempelschätzen gehört die sitzende Figur aus Holz des Amida-Buddha (木造阿弥陀如来坐像), die als Kulturgut der Präfektur registriert ist. Sie ist aus Zypressenholz gefertigt und stammt aus der Kamakura-Zeit. Weiter ist das farbige Gemälde auf Seide zu erwähnen, eine Buddha-Trinität mit zwei Lauschenden (絹本著色釈迦三尊二声聞図, Kimmoku chakushiki Shaka sanzon shōmon zu). Zu sehen sind Buddha, begleitet von einem einen Löwen reitenden heiligen Monju (文殊菩薩) und einen Elefanten reitenden Fugen (普賢菩薩), und dazu zwei Mönche.

## Bilder

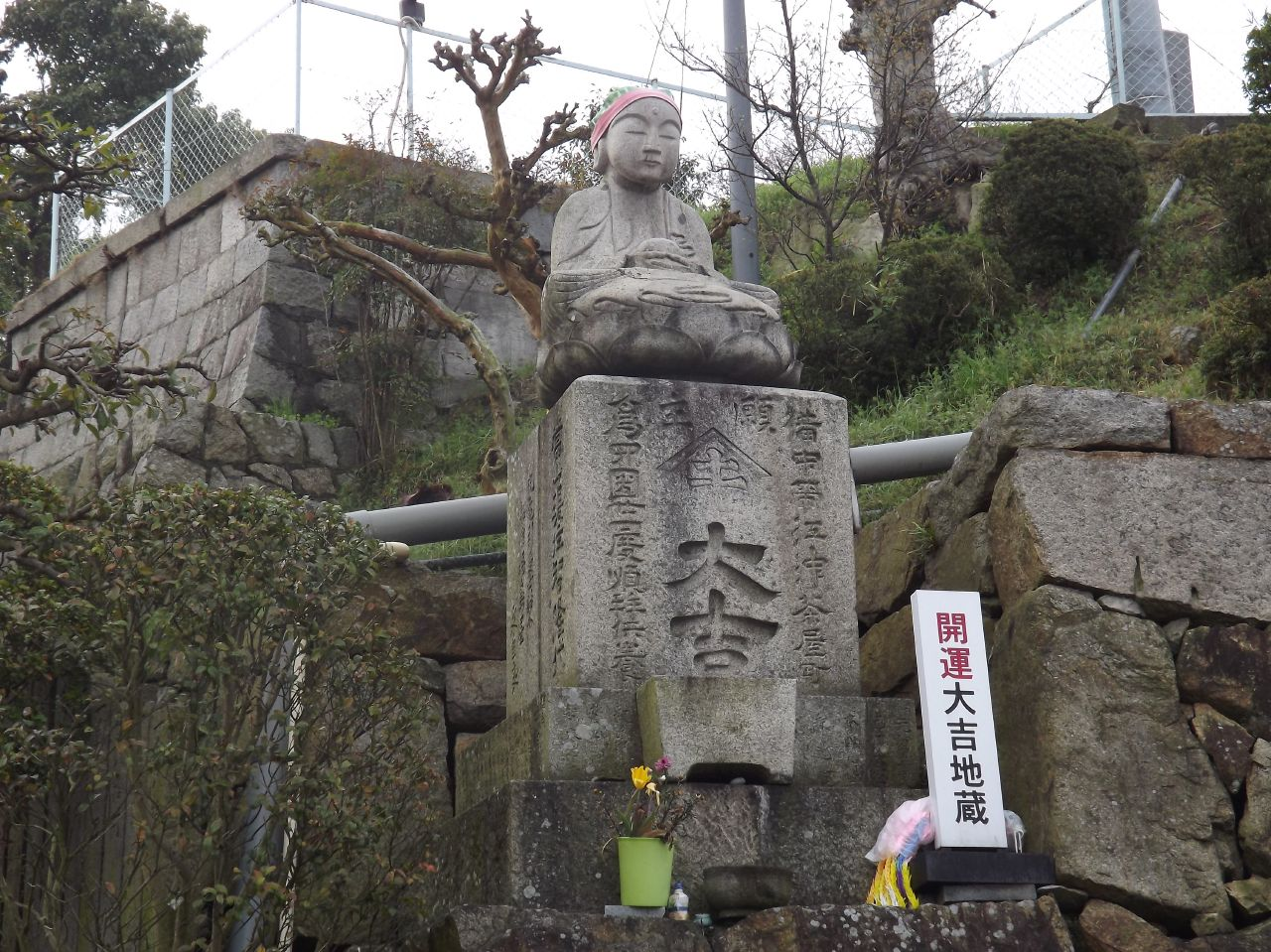
Glückbringender Jizō
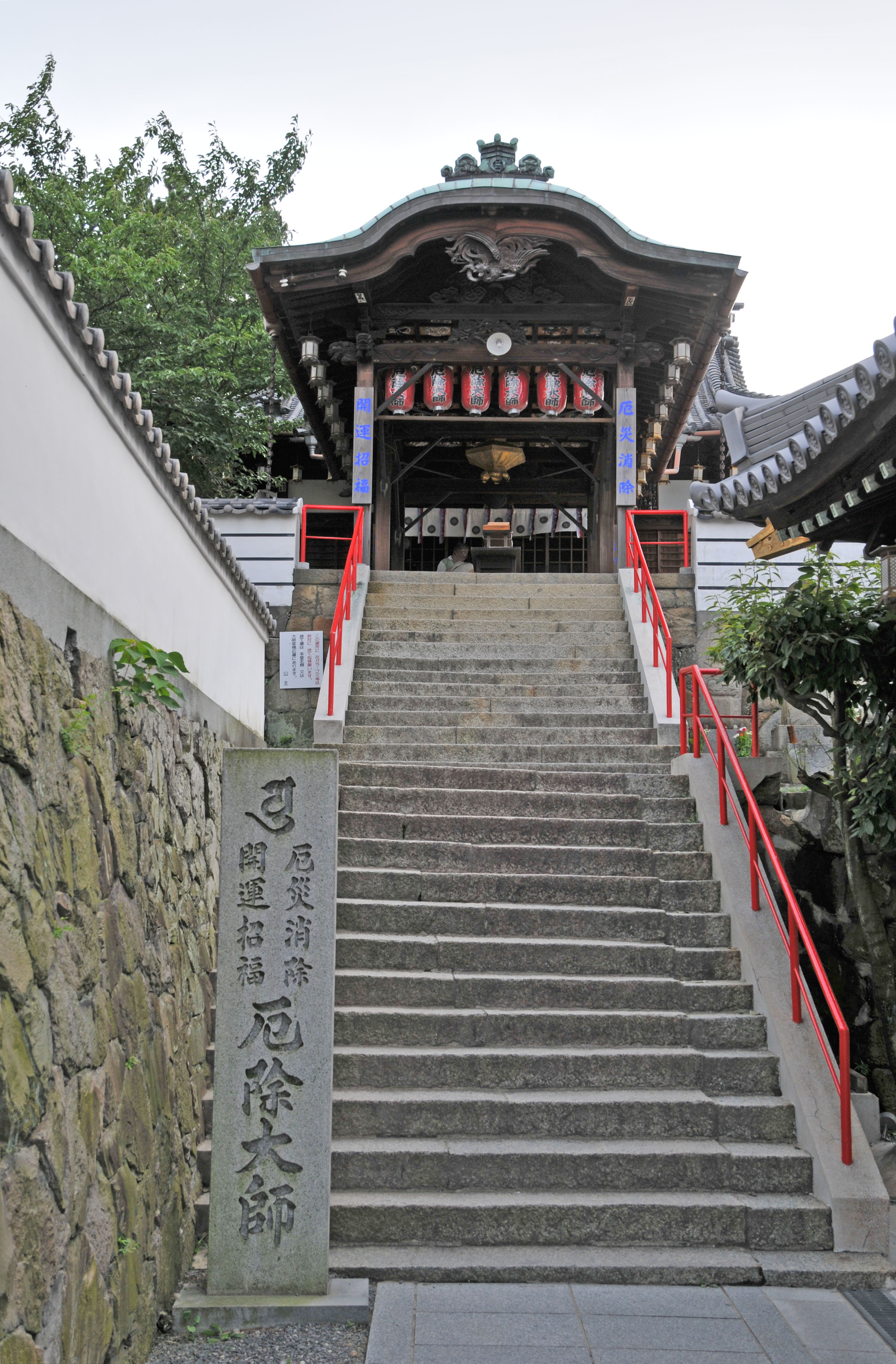
Treppe zur Daishidō
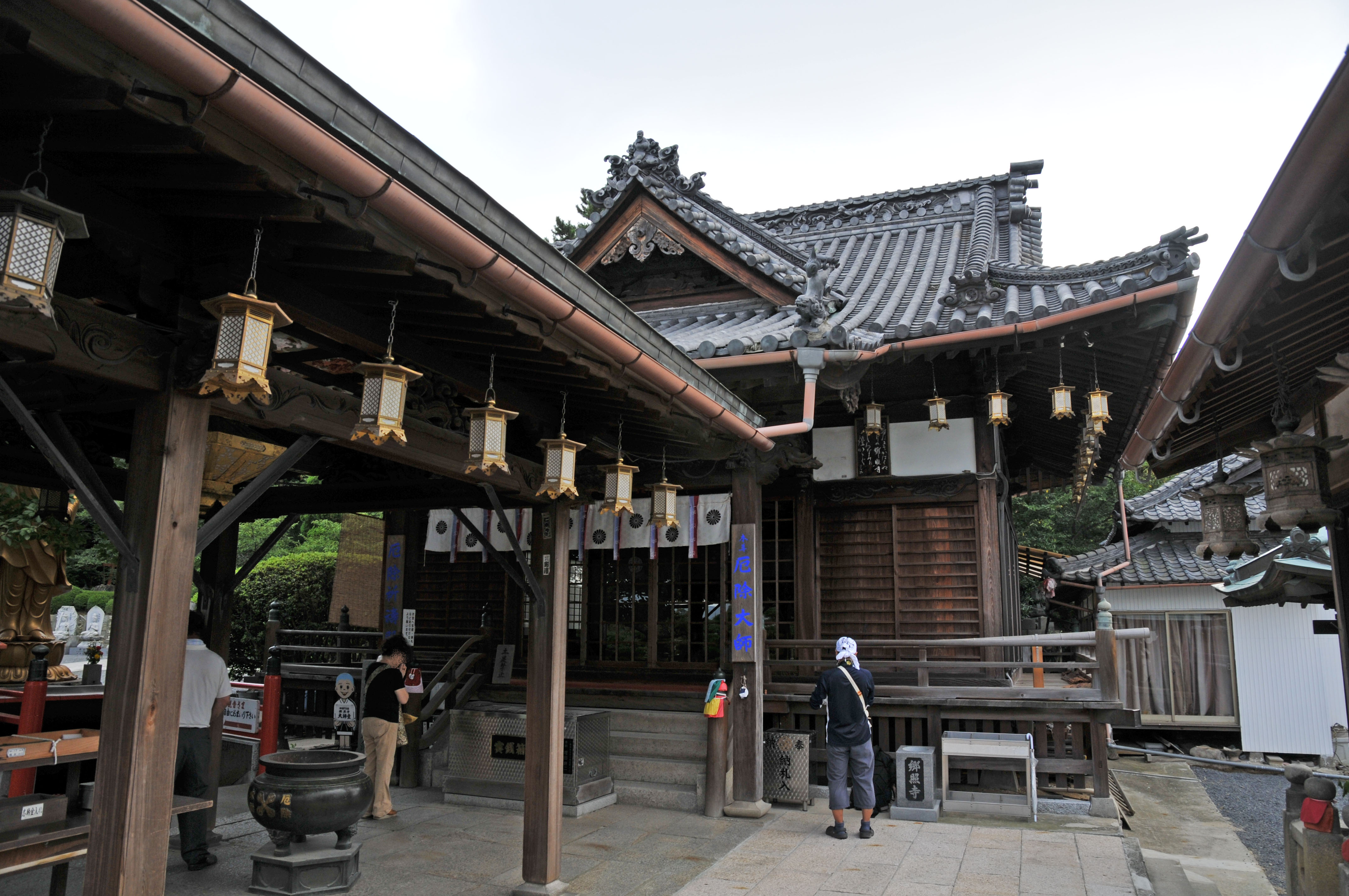
Daishidō
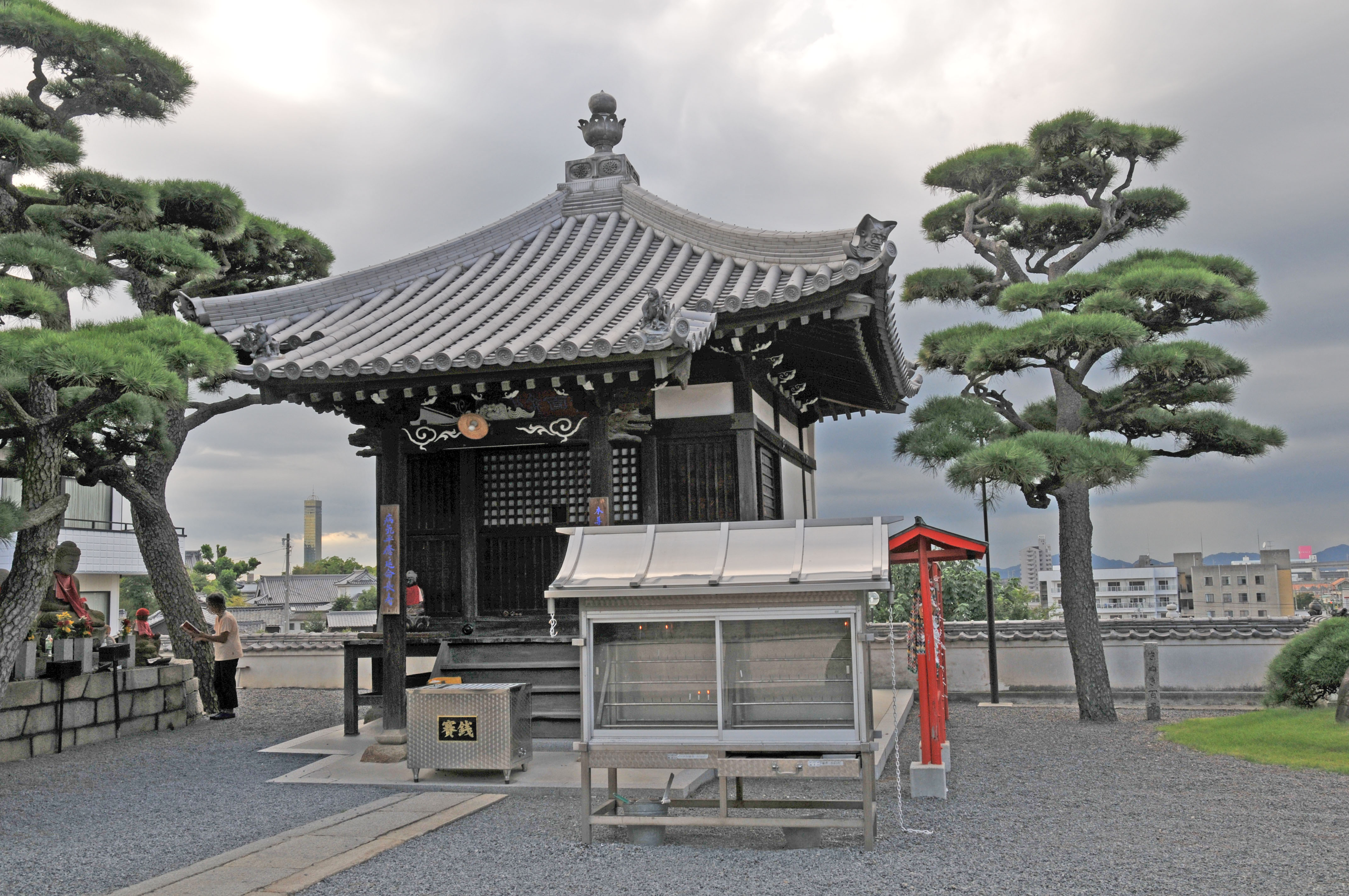
Awashimadō
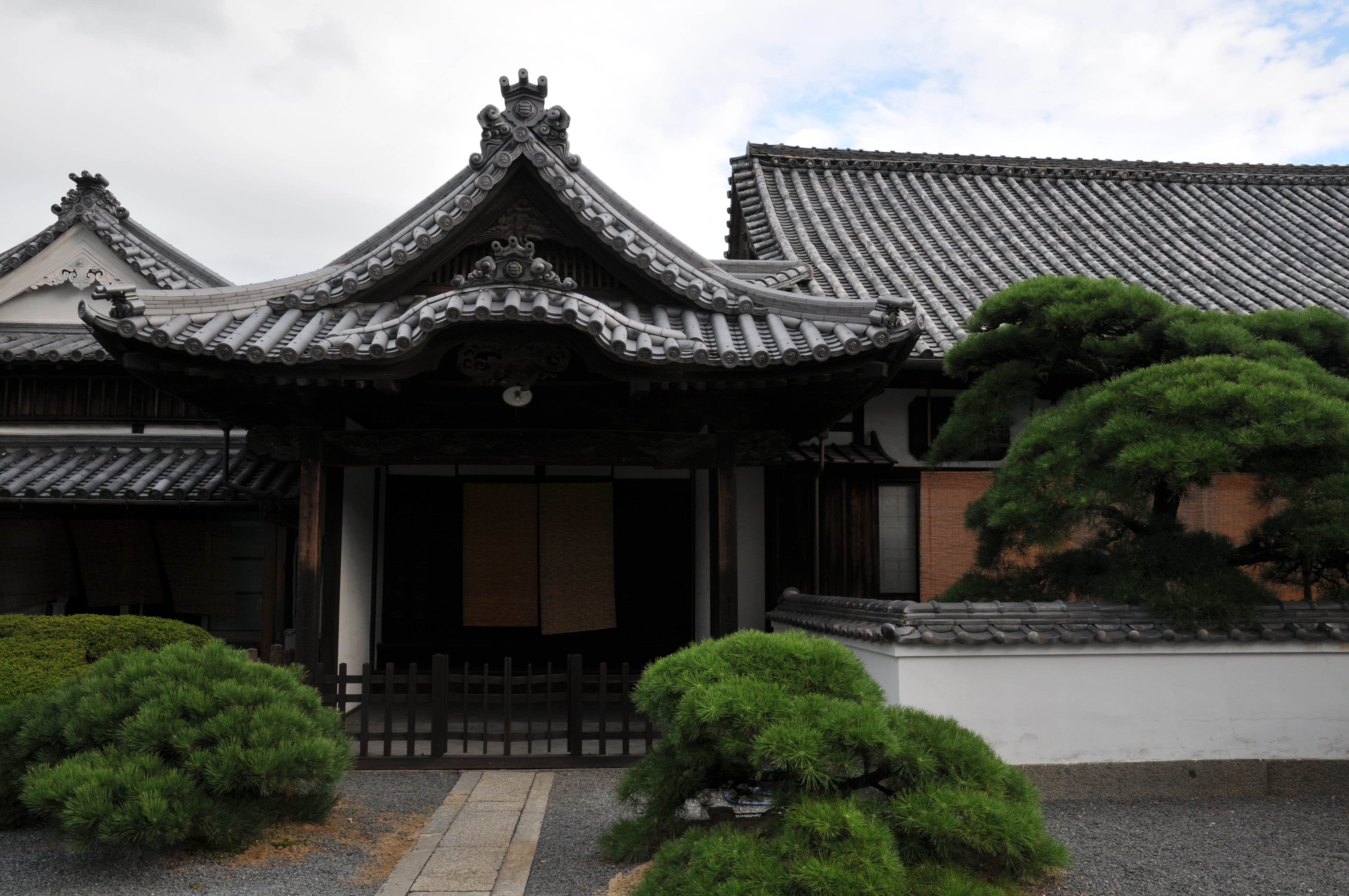
Gästehaus
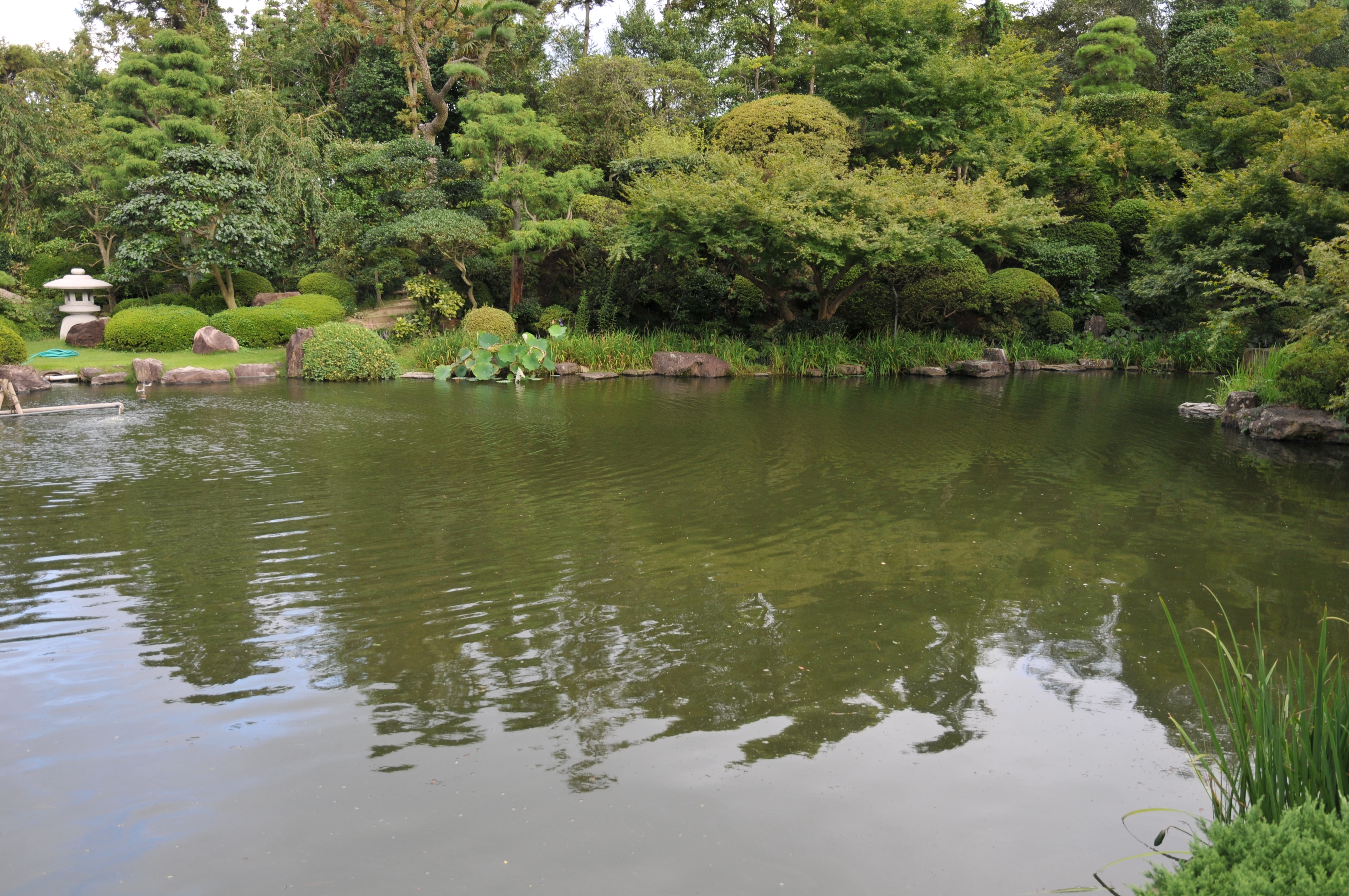
Am Teich im Mönchsquartier
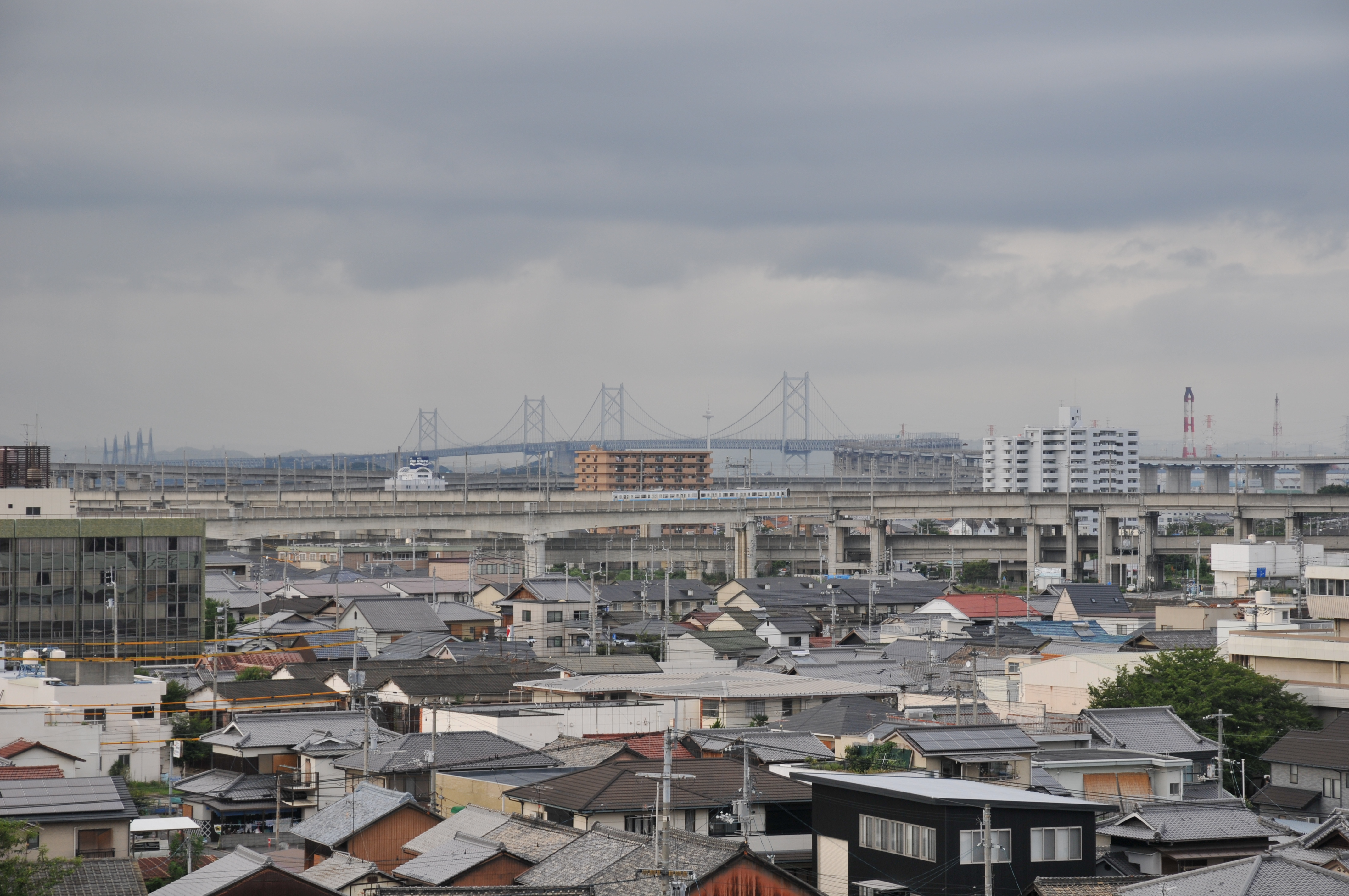
Blick vom Tempel zur Setobrücke